# آلکسیس دزینا
آلکسیس گابریل دِزینا (انگلیسی: Alexis Gabrielle Dziena؛ زادهٔ ۸ ژوئیهٔ ۱۹۸۴) هنرپیشه اهل ایالات متحده آمریکا است. وی از سال ۲۰۰۲ میلادی تاکنون مشغول فعالیت بوده‌است.

## گزیدهٔ آثار

### سینما
- سرزمین عجایب (۲۰۰۳)
- غریبه‌ها با آبنبات (۲۰۰۵)
- گل‌های پژمرده (۲۰۰۵)
- سکس و صبحانه (۲۰۰۷)
- لطافت (۲۰۰۹)
- هنگامی که در رم (۲۰۱۰)

### تلویزیون
- دارودسته (۲۰۰۹)
- قانون و نظم (۲۰۰۳)
- قانون و نظم: واحد قربانیان ویژه (۲۰۰۳)